# زییم، خیبر پختونخوا
زییم (به انگلیسی: Zaim) یک شهرک در پاکستان است که در شهرستان چهارسده واقع شده‌است.